# Merengueros de Santo Domingo
Los Merengueros de Santo Domingo fue un equipo de baloncesto de Santo Domingo, República Dominicana. Participó en la Liga de las Américas en la temporada 2008-2009.

## Historia
El equipo fue creado a finales del 2008 por la Federación dominicana de baloncesto con el único propósito de participar en la Liga de las Américas 2008-09. El equipo participó en el Grupo A junto con los Capitanes de Arecibo (Puerto Rico, anfitrión del grupo), el Minas Tenis Clube (Brasil) y los Pioneros de Quintana Roo (México). A pesar de que el equipo dominicano terminó con dos victoria y una derrota quedó fuera de la Final Four, ya que quedó empate con el equipo brasileño y el puertorriqueño, pero el equipo brasileño fue el único que avanzó a la última fase del torneo, ya que fue el equipo que ganó el partido con más ventaja entre los tres equipos.

## Partidos
| 9 de diciembre de 2008 | Merengueros de Santo Domingo                                                                   | 65–90                | Minas Tenis Clube                                                 |                                                       |  |
|                        | Parciales: 24 - 26, 16 - 27, 16 - 25, 9 - 12                                                   |                      |                                                                   |                                                       |  |
|                        | Estadísticas Daniel Tavares 14 Carlos Paniagua y Daniel Tavares 5 Juan Coronado y Ralph Mata 2 | Reporte Pts Reb Asts | Estadísticas 17 Luiz Campos 9 Leandro Da Cruz 15 Facundo Sucatzky | Pabellón: Coliseo Manuel Iguina, Arecibo, Puerto Rico |  |

| 10 de diciembre de 2008 | Merengueros de Santo Domingo                                         | 90–87                | Capitanes de Arecibo                                         |                                                       |  |
|                         | Parciales: 18 - 15, 12 - 20, 21 - 21, 26 - 21 (T.E.: 13 - 10)        |                      |                                                              |                                                       |  |
|                         | Estadísticas Santos Martínez 18 Carlos Paniagua 17 Andrés Sandoval 5 | Reporte Pts Reb Asts | Estadísticas 22 Monty Wilson 14 Jeffrion Aubry 5 Rafael Cruz | Pabellón: Coliseo Manuel Iguina, Arecibo, Puerto Rico |  |

| 11 de diciembre de 2008 | Pioneros de Quintana Roo                                          | 84–93                | Merengueros de Santo Domingo                                        |                                                       |  |
|                         | Parciales: 20 - 27, 13 - 14, 22 - 25, 29 - 27                     |                      |                                                                     |                                                       |  |
|                         | Estadísticas Marcus Fleming 30 Torraye Braggs 15 Torraye Braggs 5 | Reporte Pts Reb Asts | Estadísticas 25 Andres Sandoval 7 Carlos Paniagua 7 Andres Sandoval | Pabellón: Coliseo Manuel Iguina, Arecibo, Puerto Rico |  |

## Plantilla
| Merengueros de Santo Domingo 2008 |                 |      |               |
| Num                               | Jugador         | Edad | Ciudad        |
| 4                                 | Bobby Pandy     | 24   | Nueva York    |
| 5                                 | Carlos Paniagua | 32   | Santo Domingo |
| 6                                 | Andres Sandoval | 25   | Florida       |
| 7                                 | Mawel Soler     | 25   | Santo Domingo |
| 8                                 | Edgar Lugo      | 27   | La Vega       |
| 9                                 | Luis Martinez   | 24   | Nueva Jersey  |
| 10                                | Víctor Monaros  | 26   | Nueva York    |
| 11                                | Daniel Tavares  | 24   | Nueva York    |
| 12                                | Santos Martinez | 27   | Santo Domingo |
| 13                                | Ralph Mata      | 25   | Nueva York    |
| 14                                | Dominick Mejia  | 25   | Luisiana      |
| 15                                | Juan Coronado   | 25   | La Vega       |
| Entrenador: Melvyn López          |                 |      |               |